# Prozorje
 Prozorje  falu Horvátországban Zágráb megyében. Közigazgatásilag Dugo Selóhoz tartozik.

## Fekvése
Zágrábtól 22 km-re keletre, községközpontjától  2 km-re északkeletre, a Márton-hegy északi lábánál  fekszik. A falu négy részből áll, ezek Graberje, Haleri (Luterovec), Herendići és Grgošići. 

## Története
A település története szorosan kapcsolódik a közeli Dugo Selo történetéhez. 1209-ben II. András király ezt a területet, melyet Szent Márton földjeként említenek a templomos lovagrendnek adta.  A dugo seloi Szent Márton plébániát 1334-ben a zágrábi káptalan statutuma említi és a hozzá tartozó falvak között Prozorjét is felsorolja. A település ezután ehhez a plébániához tartozott. A 17. századi források alapján úgy tűnik, hogy közben a plébánia székhelye Prozorje lett, 1649-ben ugyanis "Ecclesia S. Martini in Posorie supra Bosiakouina", azaz a Bozsjákó feletti Prozorje Szent Márton plébániáját említik.
Az adat bizonytalansága abban áll, hogy ezután is hol Bozsjákót (Božjakovina), hol Prozorjét nevezik meg a plébánia székhelyének. 1695-ben például prozorjei Szent Márton falvát "Villa S. Martini in Prozorie" említenek. Az első biztos adat arról, hogy itt volt a plébánia székhelye 1792-ből az egyházlátogatásból származik, amikor a plébániát "Parochia S. Martini in possesione Prozorje supra Bosjakovinam" alakban említik. Eszerint a bozsjákó feletti Prozorje birtokon áll a plébánia. Mivel a plébániatemplom mindig is a Márton-hegy déli lejtőjén állt, valószínűleg ez a terület régen a hegy északi lejtőjén fekvő Prozorjéhoz tartozott. Prozorje csak 1900-tól szűnt meg a plébánia központja lenni, amikor felépült a dugo seloi új Szent Márton plébániatemplom.
A falunak 1857-ben 221, 1910-ben 394 lakosa volt. Trianonig Zágráb vármegye Dugoseloi járásához tartozott. 2001-ben 319 lakosa volt. 

## Lakosság
| Lakosság változása | Lakosság változása | Lakosság változása | Lakosság változása | Lakosság változása | Lakosság változása | Lakosság változása | Lakosság változása | Lakosság változása | Lakosság változása | Lakosság változása | Lakosság változása | Lakosság változása | Lakosság változása | Lakosság változása |
| ------------------ | ------------------ | ------------------ | ------------------ | ------------------ | ------------------ | ------------------ | ------------------ | ------------------ | ------------------ | ------------------ | ------------------ | ------------------ | ------------------ | ------------------ |
| 1857               | 1869               | 1880               | 1890               | 1900               | 1910               | 1921               | 1931               | 1948               | 1953               | 1961               | 1971               | 1981               | 1991               | 2001               |
| 221                | 247                | 287                | 319                | 407                | 394                | 356                | 396                | 342                | 306                | 295                | 254                | 251                | 223                | 319                |

## Nevezetességei
A Szent Márton tiszteletére szentelt romtemplomot Martin-breg tetejére építették, szőlőültetvényekkel körülvéve. A 15. és 16. század fordulóján a volt templomos birtokra épített késő gótikus-reneszánsz épületet később átalakították. Egyhajós épület volt, nagyobb méretű, téglalap alakú hajóval, keskenyebb szentéllyel és háromoldalú apszissal. A főhomlokzat előtt egy magas, nyolcszögletű harangtorony található, téglalap alaprajzú alapzattal. A ma látható templom barokk volt, a boltozatok mára beomlottak, de a falszerkezetekben a kő és a tégla kötésében, valamint az északi falon és a szentélyben lévő kőprofilokban a régebbi gótikus réteg még látható. A harangtorony alapjának szerkezete és boltozatai jelzik a templom eredeti, 16. századi védelmi funkcióját.